# Mary Ann Wrighten
Mary Ann Wrighten Pownall, née Marie Matthews (1751 — 12 août 1796), est une compositrice, chanteuse et actrice anglaise.

## Biographie
Mary Ann Matthews est née en Angleterre d'un père bijoutier et d'un mère commerçante. Elle fait son apprentissage auprès de l'organiste Charley Griffith avec qui elle apprend la musique et fait ses débuts sur scène à l'âge de quinze ans. Elle épouse l'acteur James Wrighten (en) vers 1769 à Birmingham puis le couple vient s'installer à Londres pour travailler dans Drury Lane. Elle connait rapidement le succès en tant que chanteuse et actrice avec Garrick et Sheridan à Drury Lane et à Covent Garden.
Le couple a deux filles, Marie et Charlotte. Ils divorcent en 1786 dans un scandale public et Mary Ann Wrighten émigre aux États-Unis pour travailler pour le directeur de théâtre John Henry. Sa première apparition américaine a lieu au Southwark Theater de Philadelphie en 1792 ; elle est présentée comme Mme (Hugh) Pownall. Elle est également apparue à New York et elle s'installe à Charleston où elle meurt au cours d'une épidémie de fièvre jaune en 1796.
Elle a écrit une autobiographie intitulée An Apology for the Life and Conduct of Mrs Mary Wrighten, Late a Favourite Actress and Singer, of Drury Lane Theatre, and Vauxhall Gardens.

## Œuvres
En 1784 Wrighten publie Quatre Ballades :
- I Could Not Help Laughing at That
- Kiss Me Now or Never
- Twas Yes, Kind Sir and Thank You, Too
- Young Willy[2]